# Burmeistera puberula
Burmeistera puberula är en klockväxtart som beskrevs av Franz Elfried Wimmer. Burmeistera puberula ingår i släktet Burmeistera och familjen klockväxter. Inga underarter finns listade i Catalogue of Life.